# Montrose (Mississipi)
Montrose és una població dels Estats Units a l'estat de Mississipi. Segons el cens del 2000 tenia 127 habitants.

## Demografia
Segons el cens del 2000, Montrose tenia 127 habitants, 51 habitatges, i 37 famílies. La densitat de població era de 18 habitants per km².
Dels 51 habitatges en un 27,5% hi vivien nens de menys de 18 anys, en un 60,8% hi vivien parelles casades, en un 3,9% dones solteres, i en un 25,5% no eren unitats familiars. En el 25,5% dels habitatges hi vivien persones soles el 23,5% de les quals corresponia a persones de 65 anys o més que vivien soles. El nombre mitjà de persones vivint en cada habitatge era de 2,49 i el nombre mitjà de persones que vivien en cada família era de 2,97.
Per edats la població es repartia de la següent manera: un 24,4% tenia menys de 18 anys, un 11% entre 18 i 24, un 22,8% entre 25 i 44, un 21,3% de 45 a 60 i un 20,5% 65 anys o més.
L'edat mediana era de 39 anys. Per cada 100 dones de 18 o més anys hi havia 92 homes.
La renda mediana per habitatge era de 29.792 $ i la renda mediana per família de 36.667 $. Els homes tenien una renda mediana de 26.484 $ mentre que les dones 25.000 $. La renda per capita de la població era de 14.016 $. Entorn de l'11,5% de les famílies i l'11,4% de la població estaven per davall del llindar de pobresa.

## Poblacions més properes
El següent diagrama mostra les poblacions més properes.